# رود مویکا
رود مویکا (انگلیسی: Moyka) یک رودخانه در شهر سنت پترزبورگ کشور روسیه است.